# Richard Cantillon
Pour les articles homonymes, voir Cantillon.
Richard Cantillon, né à Ballyheigue (Irlande) vers 1680 et mort à Londres le 14 mai 1734, est un financier et économiste irlandais et français qui a fait fortune en France grâce au système de John Law. Auteur influent de la physiocratie, il passe la plus grande partie de sa vie à Paris, où il exerça la profession de banquier. Il a laissé une œuvre théorique, Essai sur la nature du commerce en général, qui le place au rang des grands précurseurs de l'économie politique classique avec l'abbé de Condillac et William Petty. Il est l'un des auteurs les plus significatifs qui marquent la transition du mercantilisme vers l'économie classique.

## Biographie
Né à Ballyheigue, dans le comté de Kerry, au Sud-ouest de l'Irlande, sa date de naissance n'est pas connue avec précision. Selon Murphy, elle se situerait entre 1680 et 1690. Il est né dans une famille de petite noblesse catholique, peu fortunée, qui s'est battue en faveur des Stuart et fut donc dépossédée de ses terres par Cromwell. Ses origines ont marqué sa pensée quand il fait du propriétaire terrien le seul acteur indépendant dans l'économie.

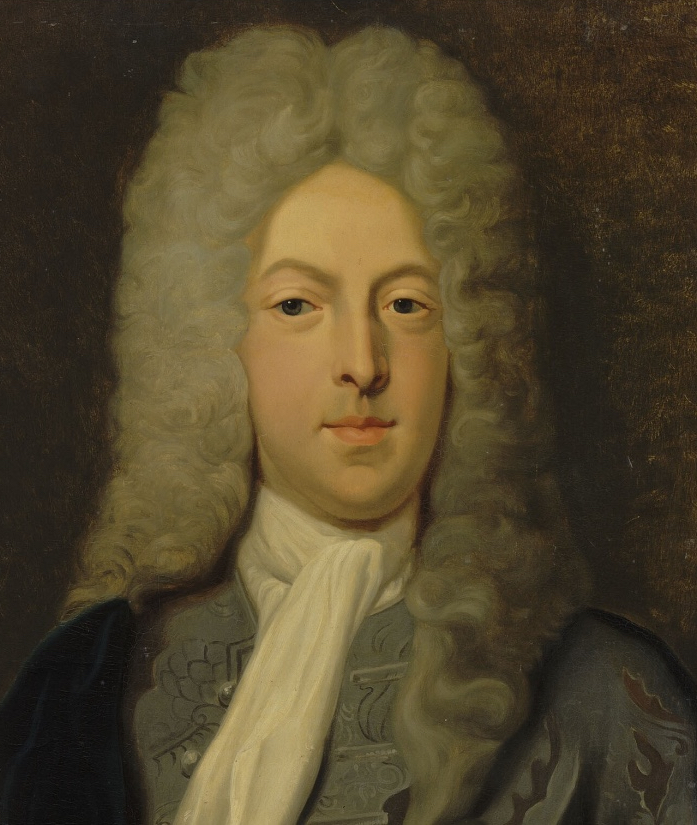
John Law

Cantillon émigre en France en 1708. De là, il part travailler comme comptable au bureau du Payeur Général des Armées Anglaises à l'étranger, James Bridges, pendant la guerre de Succession d’Espagne. C'est sans doute là qu'il a appris son métier de comptable et de négociateur et acquis les rudiments de la banque et du commerce international. 
En 1714, à la fin des hostilités, il rentre à Paris. La guerre en Espagne avait créé une instabilité dangereuse pour le métier de banquier. Aussi, il reprend en main l'établissement bancaire d'un cousin homonyme qui se trouvait en défaut en 1716. 
Deux personnes l'ont beaucoup influencé à cette époque : Matthew Decker, un des Directeurs de la Compagnie anglaise des Indes orientales et banquier important, qui l'aida à s'établir dans la banque. Le second personnage, Lord Bolingbroke, un leader de la cause Jacobite qui avait fui en France et devint l'un de ses amis. Il l'introduisit dans les cercles de penseurs, comme Montesquieu et Voltaire. Bolingbroke, opposant majeur aux nouvelles théories financières, l'influença profondément et cimenta son conservatisme inné en matière monétaire et d'endettement. De 1717 à 1720 en spéculant d'abord « pour », puis contre le système de Law, il amasse une fortune considérable. C'est certainement l'épisode clé dans la vie de Cantillon. Opposé aux théories inflationnistes de Law, il comprenait comment les schémas fonctionnaient et où étaient les failles. Il fut ensuite capable de profiter abondamment de la bulle du Mississippi et des Mers du Sud. 
Mais cet enrichissement lui vaut de multiples poursuites devant les tribunaux civils et criminels de France et de Grande-Bretagne, et d'interminables procès où, pour la plupart, il obtient gain de cause.
Il épouse en 1722, la fille d'une dynastie de militaires irlandais au service de la couronne de France, Mary Anne O'Mahony, née en 1701. En 1734, à Londres où il était revenu, sa maison est la proie d'un incendie dans la nuit du lundi au mardi 14 mai. Les journaux de l'époque relatèrent le sinistre en le présentant comme concluant le vol et l'assassinat de Cantillon. Selon Antoin Murphy, un doute subsiste toutefois sur la réalité de la mort de Cantillon dans ces circonstances.

## Théories économiques
Il écrit  en 1730, en français, son unique ouvrage, Essai sur la nature du commerce en général, qui ne sera publié qu'après sa mort, en 1755. Il a inspiré les Physiocrates, parmi lesquels le marquis de Mirabeau en possédait un manuscrit dès 1740. C'est cependant Turgot qui l'a probablement le plus exploité à l'époque. 

### Perfectionnement de la théorie du circuit économique
Il décrit l'un des premiers circuits économiques, en améliorant le modèle de Boisguilbert. Cantillon, en affirmant que l'économie s'équilibre automatiquement, annonce les classiques. Il explique en effet que le niveau des prix dépend de l'offre et de la demande et que le taux d'intérêt dépend de l'offre et de la demande de monnaie.
Il affirme également que la balance commerciale ne peut pas être durablement excédentaire car une entrée de monnaie entraine l'inflation, donc la hausse des prix, ce qui pénalise les exportations et favorise les importations, et il entrevoit ainsi la théorie du rééquilibrage automatique de la balance des comptes qui sera formulée par Hume et Ricardo.
Il annonce la théorie de Malthus lorsqu'il explique que la population s'équilibre naturellement aux besoins de l'économie : lorsque la conjoncture économique est mauvaise, la nuptialité diminue et la mortalité augmente, ce qui fait baisser la population, et inversement.

### L'effet Cantillon
Il a laissé son nom à l'« effet Cantillon », selon lequel une injection de monnaie dans l'économie exerce un effet progressif et différencié sur les prix au fur et à mesure que la monnaie se propage par les échanges à partir du point où elle a été injectée.
Il reformule le quantitativisme (Economie quantitative) de Bodin en ajoutant que les prix dépendent non seulement de l'abondance ou de la rareté de la monnaie, mais aussi de sa vitesse de circulation. Cette idée sera reprise par Mills et Fisher.
Cantillon est le premier économiste qui a mis en lumière le rôle de l'entrepreneur dans la vie économique.

## Postérité
Cantillon est parmi les auteurs cités par Adam Smith dans son œuvre majeure La Richesse des nations, où il s'est beaucoup inspiré des idées de Cantillon. Il a été redécouvert par Jevons, qui décerne à son Essai le titre de « berceau de l'économie politique », puis par les économistes de l'École autrichienne, comme Hayek et Rothbard, qui reconnaît même une sorte d'École irlandaise d'économistes, qui prolonge les Scolastiques de l'École de Salamanque, inspire les classiques français et annonce l'École autrichienne.

## Œuvre
- Essai sur la nature du commerce en général, Londres, chez Fletcher Gyles dans Holborn, 1755. Édition moderne, Paris, INED, 1952. Réed., 1997. Éditions de l'Institut Coppet, 2015.